# Соснівка (Скрипунові)
Соснівка (лат. Nothorhina L. Redtenbacher, 1845) — рід жуків з родини Скрипунових.

## Етимологія назви
Наукова латинізована назва «Nothorhina» походить від давноьогрецьких слів «νόθος» і «ῥὶν», що буквально означає «несправжній ніс». Українська назва «Соснівка» походить від слова «сосна», оскільки личинки розвиваються у деревині сосни, а імаґо трапляються на її стовбурах, ховаючись у шпарках кори.

## Розповсюдження
Види роду розповсюджені у Євразії.
В Україні поширеним є лише один вид — Соснівка поцяткована (Nothorhina punctata (Fabricius, 1798)):

## Розмаїття
До роду Соснівка включають два сучасні і один вимерлий види:
1. Nothorhina gardneri Plavilshikov, 1934
2. Соснівка поцяткована — Nothorhina punctata (Fabricius, 1798))
3. † Nothorhina granulicollis Zang, 1905